# Infračervený port

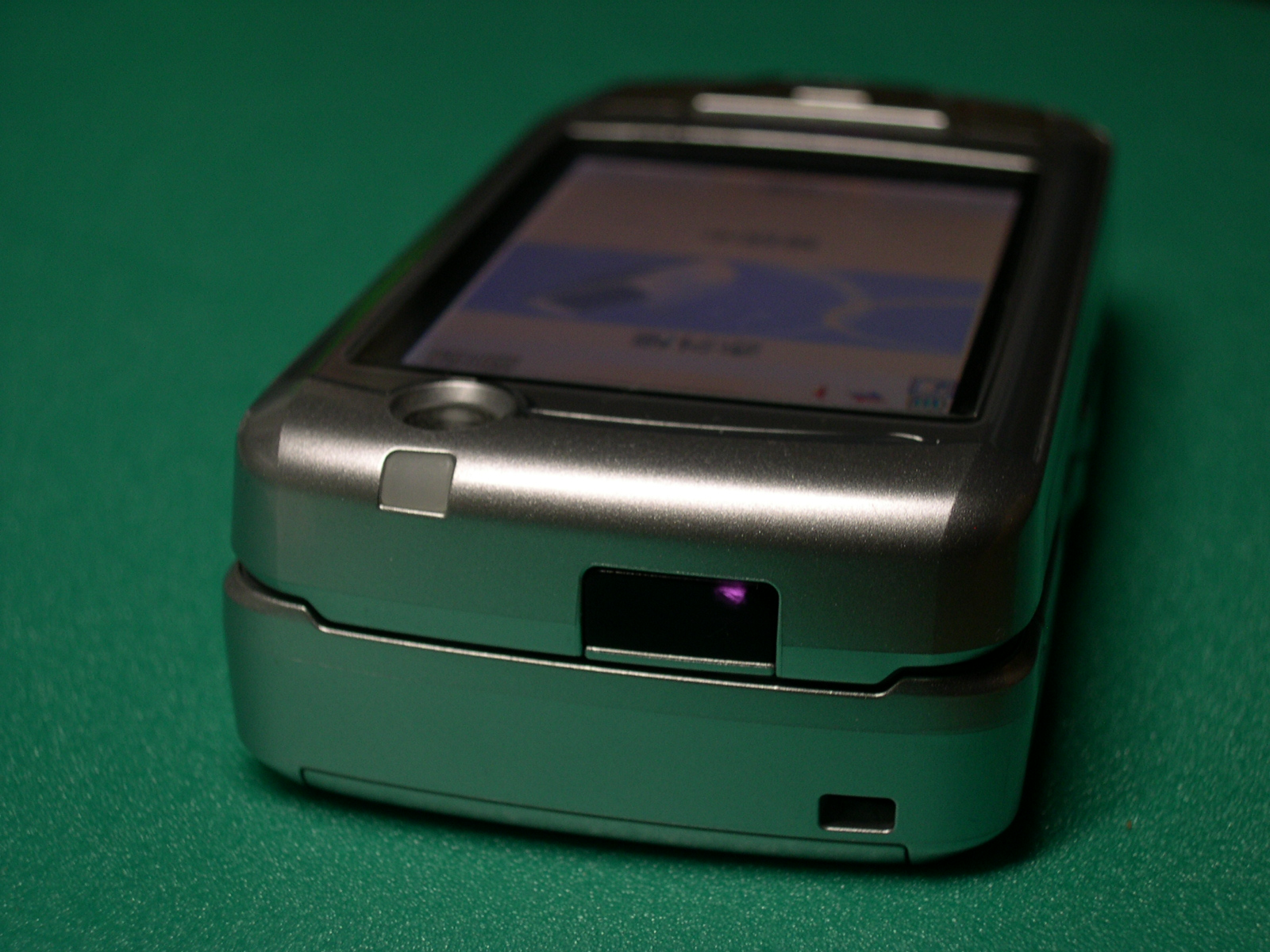
Mobilní telefon vybavený infračerveným portem

Infračervený port je rozhraní pro přenos dat prostřednictvím infračerveného záření. K posílání dat je nutné, aby na sebe obě zařízení navzájem „mířila“ portem a aby od sebe byla vzdálena maximálně desítky centimetrů.
Infračerveným portem bývaly v nedávné minulosti vybaveny mnohé notebooky, mobilní telefony a PDA. Široce rozšířeným standardem byl IrDA. V současné době je ale infračervený přenos dat obvykle nahrazen rádiovými vlnami, především standardem Bluetooth, který je rychlejší, nevyžaduje zvláštní směrování přístrojů a má větší dosah (v řádu metrů). S tím ovšem souvisí nutnost vybrat partnerské zařízení ze seznamu dostupných přístrojů (párovat) a také nižší bezpečnost.